# San José (Arizona)
San José es un lugar designado por el censo ubicado en el condado de Graham en el estado estadounidense de Arizona. En el Censo de 2010 tenía una población de 506 habitantes y una densidad poblacional de 46,37 personas por km².

## Geografía
San José se encuentra ubicado en las coordenadas 32°49′5″N 109°35′41″O / 32.81806, -109.59472. Según la Oficina del Censo de los Estados Unidos, San José tiene una superficie total de 10.91 km², de la cual 10.86 km² corresponden a tierra firme y (0.43%) 0.05 km² es agua.

## Demografía
Según el censo de 2010, había 506 personas residiendo en San José. La densidad de población era de 46,37 hab./km². De los 506 habitantes, San José estaba compuesto por el 75.89% blancos, el 0% eran afroamericanos, el 0.59% eran amerindios, el 0% eran asiáticos, el 0% eran isleños del Pacífico, el 21.74% eran de otras razas y el 1.78% pertenecían a dos o más razas. Del total de la población el 65.42% eran hispanos o latinos de cualquier raza.